# Allobates mandelorum
Espèce
Synonymes
- Phyllobates mandelorum Schmidt, 1932
- Colostethus mandelorum (Schmidt, 1932)

Statut de conservation UICN

 EN B1ab(iii) : En danger
Allobates mandelorum est une espèce d'amphibiens de la famille des Aromobatidae.

## Répartition
Cette espèce est endémique du Cerro Turimiquire entre les États de Sucre et Monagas au Venezuela. Elle se rencontre entre 1 900 et 2 630 m d'altitude.

## Étymologie
Cette espèce est nommée en l'honneur de Leon Mandel II et de Fred. L. Mandel Jr..

## Publication originale
- Schmidt, 1932 : Reptiles and amphibians of the Mandel Venezuelan expedition. Field Museum of Natural History, Zoological Series, vol. 18, no 7, p. 159-163 (texte intégral).